# سیگواتیپیکوی
سیگواتیپیکوی (به اسپانیایی: Siguatepeque) یک منطقهٔ مسکونی در هندوراس است که در استان کومایاگوآ واقع شده‌است. سیگواتیپیکوی ۷۵٬۰۰۰ نفر جمعیت دارد و ۱٬۱۰۰ متر بالاتر از سطح دریا واقع شده‌است.